# Ratusz w Kowarach

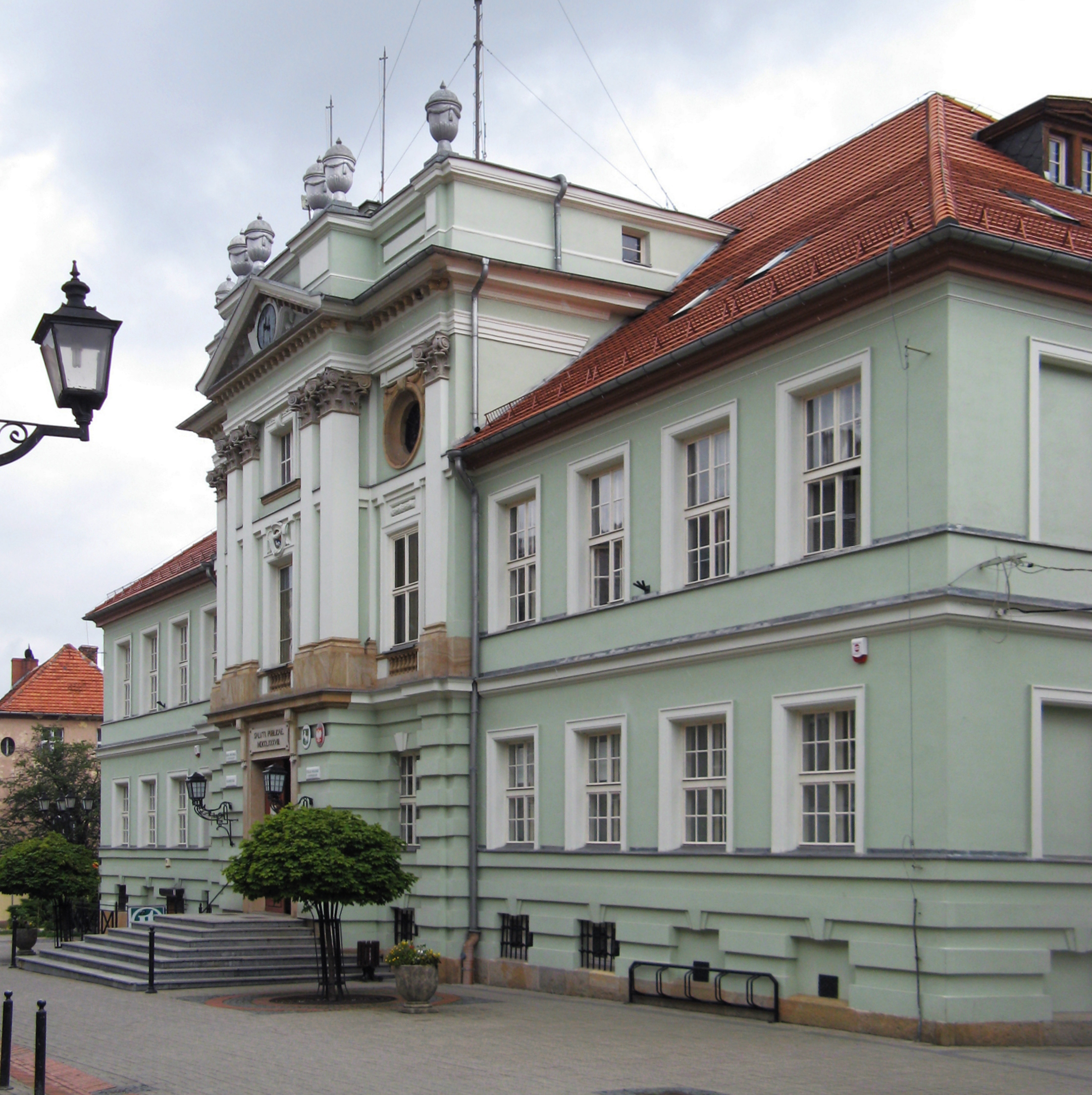
Ratusz w Kowarach

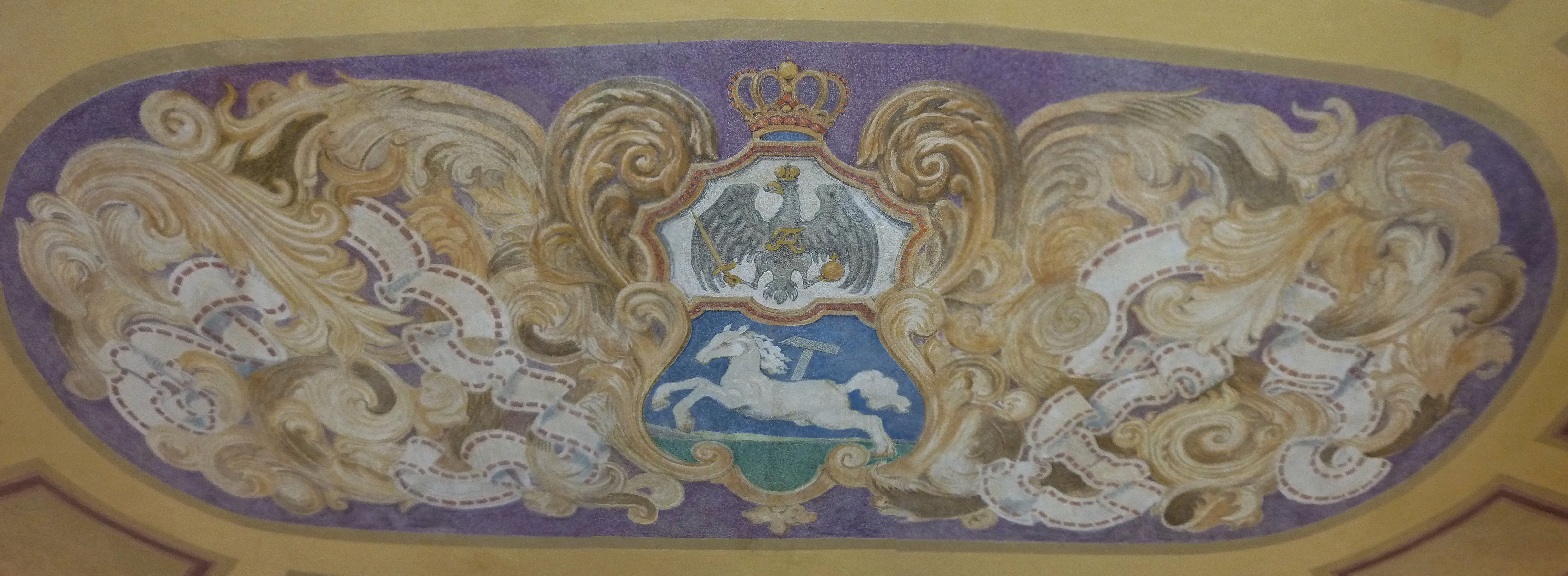
Herb Kowar na suficie holu ratusza

Ratusz w Kowarach – klasycystyczna budowla wzniesiona w latach 1786-1789, na fundamentach wcześniejszego ratusza. Obecnie siedziba władz miasta.

## Historia
Pierwszy ratusz w Kowarach istniał na pewno już w XVI wieku. Z powodu złego stanu technicznego budynek ten został rozebrany, a na jego fundamentach wzniesiono w latach 1786-1789 nowy ratusz według projektu Christiana Valentina Schulze. W okresie międzywojennym w tympanonie zainstalowano zegar. Po II wojnie światowej ratusz był kilkakrotnie odnawiany na zewnątrz. W 1981 r. wymieniono stolarkę okienną, nawiązującą do wcześniej istniejącej, a w roku 2003 budynek uzyskał nową elewację.
 
Decyzją wojewódzkiego konserwatora zabytków z dnia 1 marca 2000 roku ratusz został wpisany do rejestru zabytków.

## Architektura
Ratusz jest klasycystyczną budowlą wzniesioną na planie prostokąta, ma dwa trakty pomieszczeń, dwie kondygnacje i jest nakryty dachem czterospadowym z lukarnami. Budynek posiada ryzalit z wejściem, a za nim owalny hol. Parter ma boniowania i pary pilastrów podtrzymujące belkowanie, trójkątny przyczółek i ścianę attykową zwieńczoną wazonami. Kondygnacje dzieli wydatny gzyms kordonowy. Nad głównym wejściem mieści się płyta z inskrypcją: "Saluti Publicae/MDCCLXXXVIII" (Bezpieczeństwo publiczne/1788).  W podziemiach budynku zachowały się stare piwnice, pochodzące jeszcze z poprzedniego ratusza, a na parterze są polichromie, odkryte po wojnie pod nowszymi od nich tynkami. Obecnie obiekt jest siedzibą władz miejskich Kowar.